# Civilian Pilot Training Program

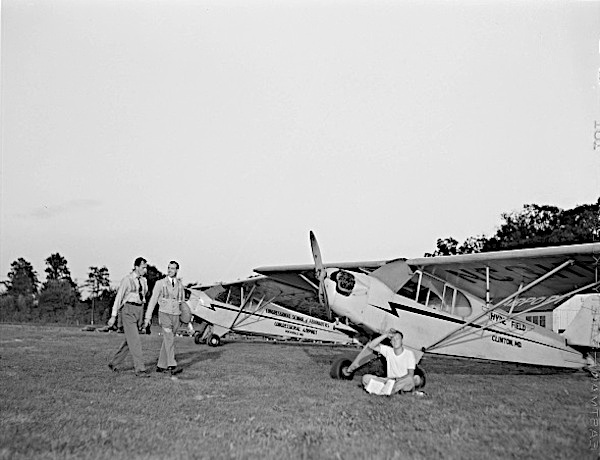
Alunos aviadores no âmbito do "Civilian Pilot Training Program". no Congressional Airport, Rockville, Maryland em setembro de 1941.

O Civilian Pilot Training Program (CPTP) foi um programa de treinamento de voo (1938–1944) patrocinado pelo governo dos Estados Unidos com o objetivo declarado de aumentar o número de pilotos civis, embora tendo um claro impacto na preparação militar.

## Criação
Nos anos imediatamente anteriores à Segunda Guerra Mundial, vários países europeus, especialmente a Itália e a Alemanha nazista, começaram a treinar milhares de jovens para se tornarem pilotos. Supostamente de natureza civil, esses programas patrocinados pelos governos europeus eram, na verdade, nada mais do que academias clandestinas de treinamento de voo militar.
Em outubro de 1938, o General Henry H. "Hap" Arnold trouxe os três principais representantes das escolas de aviação para solicitar que eles estabelecessem um início sem financiamento das escolas CPTP por sua própria conta e risco. Esses eram Oliver Parks, do Parks Air College, C. C. Moseley, do Curtiss-Wright Technical Institute, e Theophilus Lee, da Boeing School of Aeronautics; todos concordaram em começar a trabalhar. O "Civil Aeronautics Authority Act" de 1938 formou a "Civil Aeronautics Authority" chefiada por Robert Hinckley. A lei continha texto que autorizava e financiava um programa experimental para o que evoluiria para o Civilian Pilot Training Program (CPTP), administrado pela CAA. O presidente Franklin D. Roosevelt revelou o programa em 27 de dezembro de 1938, anunciando em uma entrevista coletiva na Casa Branca que havia assinado uma proposta para dar o impulso necessário à aviação geral, fornecendo treinamento de pilotos a 20.000 estudantes universitários por ano.
Seguindo o precedente estabelecido pelos europeus, o CPTP foi estabelecido como um programa civil, mas seu potencial para a defesa nacional era indisfarçável. O programa começou em 1939 com duas leis aprovadas pelo Congresso em abril e junho, com o governo pagando por um curso de voo de 72 horas teóricas seguidas por 35 a 50 horas de instrução de vôo em instalações localizadas perto de onze faculdades e universidades. Foi um sucesso absoluto e forneceu uma grande visão para seus apoiadores - expandir muito a população de pilotos civis do país, treinando milhares de estudantes universitários para voar.

## Controvérsia
O establishment militar inicialmente não se entusiasmou com o conceito do CPTP, nem se impressionou com qualquer programa iniciado e administrado por civis. O Congresso também foi dividido em linhas principalmente partidárias quanto ao valor do CPTP. Os isolacionistas classificaram o programa como um provocativo golpe de sabre que ameaçava a neutralidade da nação; outros o consideraram um desperdício de dinheiro em impostos, enquanto os apoiadores elogiaram os impactos positivos sobre a indústria da aviação e o valor da defesa de uma base de pilotos treinados muito ampliada.
Após a invasão nazista da Polônia em 1 de setembro de 1939, desencadeada a Segunda Guerra Mundial, o valor militar do CPTP tornou-se óbvio, mesmo para os detratores do programa. Os Estados Unidos começaram a avaliar sua capacidade de travar uma guerra aérea e os resultados foram terríveis. Pilotos, instrutores e aviões de treinamento eram escassos. Reconhecendo a escassez de pilotos treinados, o "United States Army Air Corps" e a "US Navy", relutantemente, renunciaram a certos cursos de "eliminação" para graduados do CPTP e permitiram que eles prosseguissem diretamente para o treinamento de pilotos.

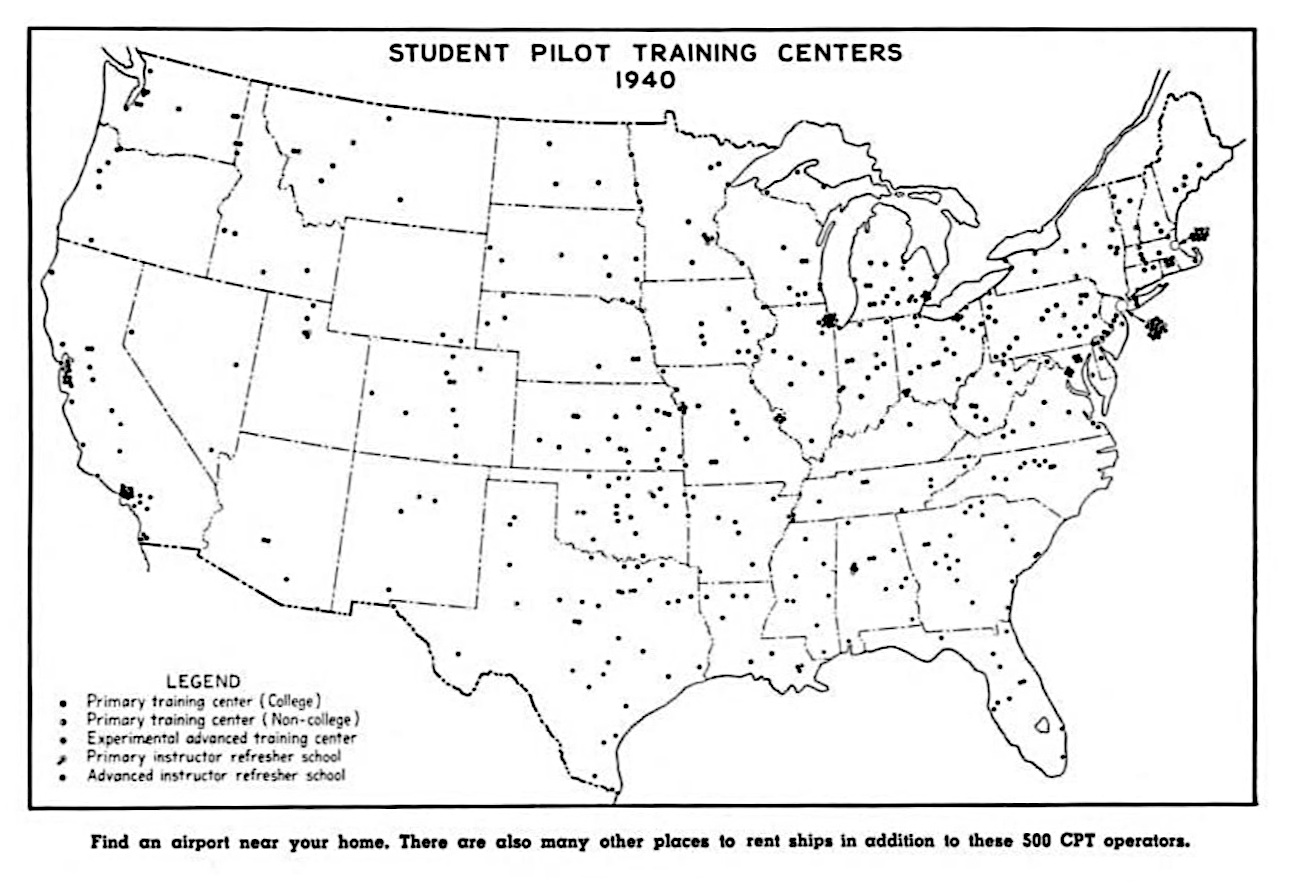
Mapa com os 500 centros de trenamento do CPTP em 1940.

O "Army Air Corps" considerou a situação tão grave que propôs que a aviação privada fosse suspensa e todo o treinamento de pilotos (principalmente o CPTP) fosse colocado sob o controle dos militares. A edição de 13 de dezembro de 1940 do American Aviation Daily publicou este relato das intenções do Exército:

Os planos preliminares já foram elaborados pelo Exército para deixar em terra todos os voos privados nos Estados Unidos durante a emergência nacional ... O Exército assumirá todo o treinamento (incluindo o CPTP).

A proposta do Exército encontrou forte resistência. Apenas duas semanas após o artigo do American Aviation Daily, 83 empresas com interesses na aviação geral organizaram a "National Aviation Training Association" (NATA). Os membros do NATA reconheceram que, se não fosse contestado, o plano do Exército iria, para todos os efeitos práticos, banir aeronaves privadas dos céus dos EUA. A NATA e outros interesses da aviação embotaram a candidatura do Exército com uma campanha de lobby eficaz no Congresso. Suas ações não apenas salvaram o CPTP, mas também salvaram toda a indústria da aviação geral nos Estados Unidos.

## Evolução
O resultado foi um CPTP revitalizado e uma expansão de seu currículo para um segmento maior de faculdades e universidades do país. Em maio de 1939, as primeiras nove escolas foram selecionadas, mais nove foram adicionadas em agosto de 1940 (enquanto a Batalha da Grã-Bretanha estava ocorrendo), mais 11 em março de 1941 e mais 15 em outubro de 1941 - quatro meses após a formação da USAAF - e apenas dois meses antes da entrada dos Estados Unidos na Segunda Guerra Mundial. No pico do programa, 1.132 instituições de ensino e 1.460 escolas de vôo participavam do CPTP. Instituições como a "University of Michigan"; "University of Virginia"; "University of Washington"; "Georgia Institute of Technology"; "Pomona Junior College"; "San Jose State Teachers College"; e o "Tuskegee Institute", todos incluíram o CPTP em seus currículos.
A inclusão da "Tuskegee University" nas fileiras dos participantes do CPTP, junto com a "Hampton University", a "Virginia State University", a "Delaware State University" e a "Howard University", ajudou a abrir as portas para os primeiros pilotos militares afro-americanos. O início da Segunda Guerra Mundial e a pressão política combinaram-se para obrigar o "U.S. Army Air Corps" - como era conhecido antes de 20 de junho de 1941 - a empregar afro-americanos como oficiais e pilotos, com a maioria de seu pessoal formado pelo CPTP.
A decisão de treinar pilotos civis também produziu um efeito colateral inesperado, mas bem-vindo, na indústria da aviação em geral. No final das contas, os Estados Unidos enfrentaram uma escassez tão grande de aeronaves de treinamento quanto de pilotos civis. Os regulamentos da "Civil Aeronautics Authority" (predecessora da "Federal Aviation Administration") exigiam que uma escola de voo participante da CPTP possuísse uma aeronave para cada dez alunos matriculados no programa.
Além disso, os requisitos especificados para essas aeronaves estreitaram o campo para apenas alguns modelos em produção na época, com a maioria das escolas de vôo preferindo a configuração de assento tandem do Piper Cub. Aproveitando a oportunidade inesperadamente imposta a eles, vários fabricantes de aeronaves leves rapidamente preencheram o vazio do mercado com suas próprias aeronaves compatíveis com o CPTP, como o WACO UPF-7 e o biplano Meyers OTW. A Aeronca e a Taylorcraft também produziram versões em tandem de seus monoplanos de asas altas existentes lado a lado, cada um dos quais levaria a seus próprios equivalentes militares.

## Entrada na guerra
Após o ataque a Pearl Harbor e a entrada dos EUA na Segunda Guerra Mundial, o CPTP mudou para sempre, incluindo o nome. O "Civilian Pilot Training Program" tornou-se o "War Training Service" (WTS) e, de 1942 a 1944, serviu principalmente como programa de triagem para candidatos a piloto em potencial. Os alunos ainda frequentavam as aulas em faculdades e universidades e o treinamento de voo ainda era conduzido por escolas particulares de voo, mas todos os graduados do WTS eram obrigados a assinar um contrato concordando em entrar no serviço militar após a formatura. Há uma lista de faculdades e universidades participantes do CPTP em '43 -'44 no apêndice de "They Flew Proud".
O programa CPTP / WTS foi praticamente extinto no verão de 1944, mas não antes de 435.165 pessoas, incluindo centenas de mulheres e afro-americanos, terem aprendido a voar. Lendas notáveis treinadas sob o CPTP incluem: o astronauta/Senador John Glenn, o maior ás da Marinha Alexander Vraciu, o piloto de testes Douglas Robert Rahn, o ás da Segunda Guerra Mundial Major Richard Bong, o triplo ás Bud Anderson, o ex-senador George McGovern, a WASP Dora Dougherty e o aviador de Tuskegee, Major Robert W. Deiz. O CPTP alcançou admiravelmente sua missão principal, melhor expressa pelo título do livro do historiador da aviação Dominick Pisano, "To Fill the Skies with Pilots".
Duas das maiores escolas CPTP / WTS foram a Piedmont Aviation, operada por Tom Davis, e a Southern Airways, operada por Frank W. Hulse. A escola de Piedmont ficava em Winston-Salem, Carolina do Norte, enquanto a Southern tinha escolas em Charlotte, Carolina do Norte, Greenville e Camden, Carolina do Sul, e em Birmingham e Decatur, Alabama. Ambas as empresas treinaram mais de 60.000 pilotos de guerra, incluindo jovens do Brasil (em Piedmont) e um grande número de pilotos da Força Aérea Real da Inglaterra (Sul). Em 1947, Davis transformou sua escola na Piedmont Airlines, com voos regulares de passageiros entre a Carolina do Norte e Ohio. Em 1949, Hulse tinha a Southern Airways voando em serviço comercial entre Jacksonville, Flórida e Memphis, Tennessee, e entre Atlanta e Charlotte. Ambas as companhias aéreas começaram as operações com aeronaves Douglas DC-3 excedentes de guerra que foram modificadas para serviço comercial em seus antigos hangares de manutenção CPTP / WTS.
Uma das poucas instrutoras do CPTP escreveu mais tarde sobre suas experiências. Com a ameaça de guerra surgindo no horizonte, Opal Kunz renovou sua licença de piloto após fazer um curso de atualização em Hagerstown, Maryland, e começou a lecionar para estudantes de aviação no Arkansas State College (agora Arkansas State University). Mais tarde, ela se mudou para Rhode Island e, no início da Segunda Guerra Mundial, tornou-se instrutora no Terminal do Aeroporto do Estado de Rhode Island para cadetes da Marinha e o governo patrocinou o "Programa de Treinamento de Pilotos Civis (CPTP)" durante a guerra, ensinando mais de 400 jovens como voar para o Air Corps. Esse era seu antigo sonho de tornar realidade o Betsy Ross Air Corps, enquanto ajudava a treinar os homens que pilotariam caças em combate. Um relato da época mostra o trabalho que ela fazia ao dizer: "Sra. Kunz está em Providence desde janeiro [1942] como membro da equipe da E. W. Wiggins Airways. Ela tem a confiança da mãe em seus "meninos" e eles retribuem com respeito e entusiasmo. Nada lhe dá mais alegria do que vê-los sozinhos, saber que ela os levou um passo mais perto da linha de defesa aérea do Tio Sam". Mais tarde, em sua casa na Califórnia, ela se lembraria de suas experiências com ternura. "Treinei cerca de 400 meninos e foi facilmente o ponto alto da minha carreira. Eu realmente me tornei uma espécie de mãe adotiva para eles. Você ficaria surpreso ao ver quantos dos meus meninos trouxeram suas esposas e filhos para me ver depois da guerra". Ela também indicou em uma carta que havia treinado pilotos de combate. "... Fui instrutora de vôo durante toda a guerra. Tive mais de trezentos alunos que serviram como pilotos de combate na guerra".
Vários graduados do CPTP, incluindo Betty Tackaberry Blake, Florence Shutsy-Reynolds e Betty Jane Williams, passaram a servir como "Women Airforce Service Pilot " (WASP).